# Hranicze
Hranicze (biał. Гранічы, ros. Граничи) – agromiasteczko na Białorusi, w obwodzie mińskim, w rejonie mołodeckim, w sielsowiecie Radoszkowice.
Znajduje się tu parafialna cerkiew prawosławna pw. św. Michała Archanioła.

## Historia
W czasach zaborów w powiecie wilejskim, w guberni wileńskiej Imperium Rosyjskiego
W latach 1921–1945 wieś leżała w Polsce, w województwie wileńskim, w powiecie wilejskim, od 1927 roku w powiecie mołodeckim, w gminie Kraśne.
Według Powszechnego Spisu Ludności z 1921 roku zamieszkiwało tu 301 osób, 25 było wyznania rzymskokatolickiego a 276 prawosławnego. Jednocześnie 134 mieszkańców zadeklarowało polską a 167 białoruską przynależność narodową. Było tu 48 budynków mieszkalnych. W 1931 w 59 domach zamieszkiwały 362 osoby.
Wierni należeli do parafii rzymskokatolickiej w Radoszkowicach i prawosławnej w Uszy. Miejscowość podlegała pod Sąd Grodzki w Kraśnem i Okręgowy w Wilnie; właściwy urząd pocztowy mieścił się w Kraśnem.
W wyniku napaści ZSRR na Polskę we wrześniu 1939 miejscowość znalazła się pod okupacją sowiecką. 2 listopada została włączona do Białoruskiej SRR. Od czerwca 1941 roku pod okupacją niemiecką. W 1944 miejscowość została ponownie zajęta przez wojska sowieckie i włączona do Białoruskiej SRR.
Od 1991 w składzie niepodległej Białorusi.
W 1919 pod Hraniczami stoczył walkę z bolszewikami 2 pułk piechoty Legionów.

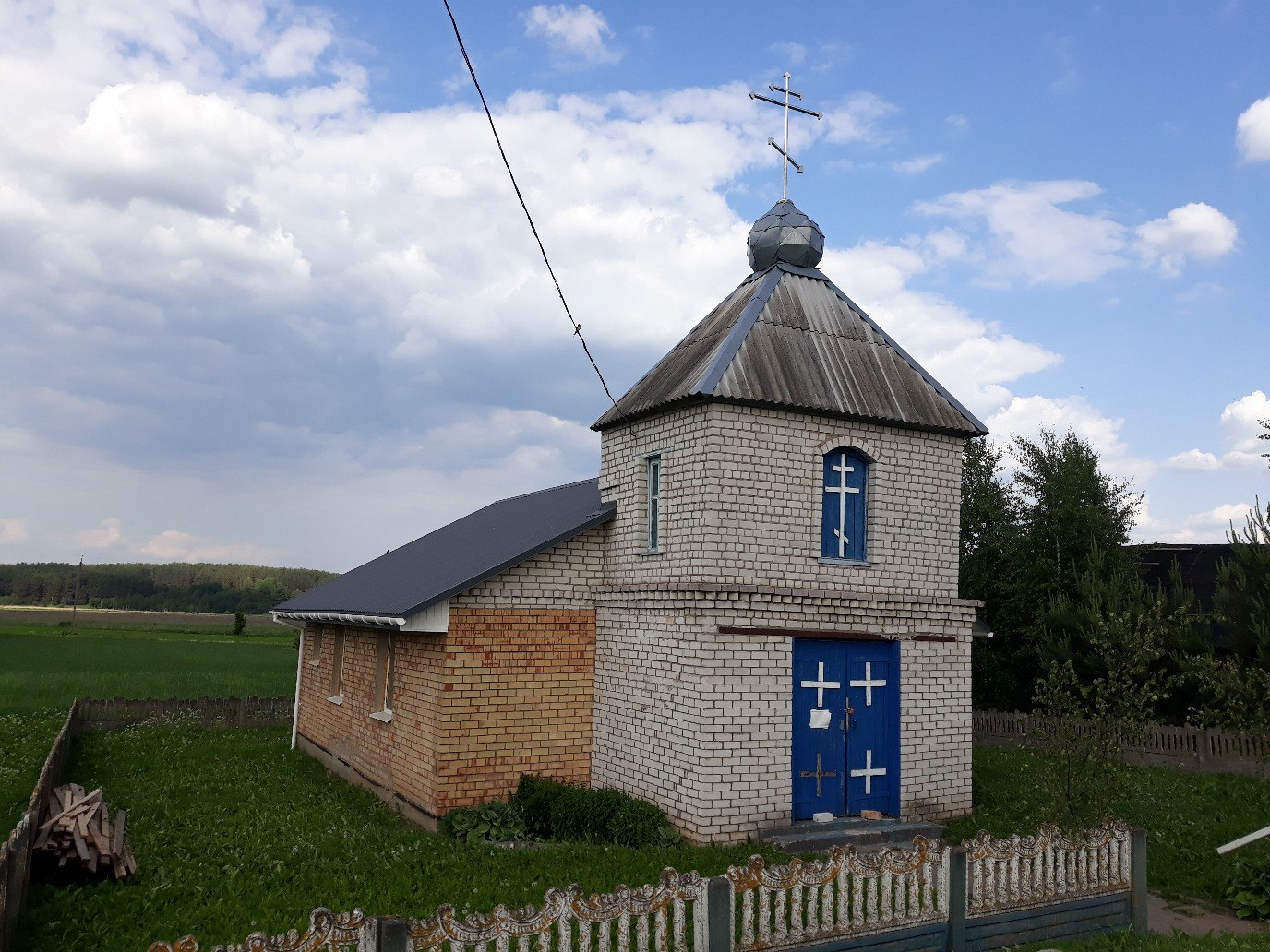
cerkiew św. Michała Archanioła

## Przynależność administracyjna
- 1919 - 1920  Polska, Zarząd Cywilny Ziem Wschodnich, okręg wileński
- 1920 - 1921  Rosyjska FSRR
- 1921 - 1945[b]  Polska
  - województwo:
    - nowogródzkie (1921 - 1922)
    - Ziemia Wileńska (1922 - 1926)
    - wileńskie (od 1926)

  - powiat:
    - wilejski (1921 - 1927)
    - mołodeczański (od 1927)
- 1945 - 1991  ZSRR, Białoruska SRR
- od 1991  Białoruś